# Tarebia granifera
Tarebia granifera är en snäckart som först beskrevs av Jean-Baptiste Lamarck 1822.  Tarebia granifera ingår i släktet Tarebia och familjen kronsnäckor. IUCN kategoriserar arten globalt som livskraftig.

## Underarter
Arten delas in i följande underarter:
- T. g. granifera
- T. g. mauiensis

## Bildgalleri

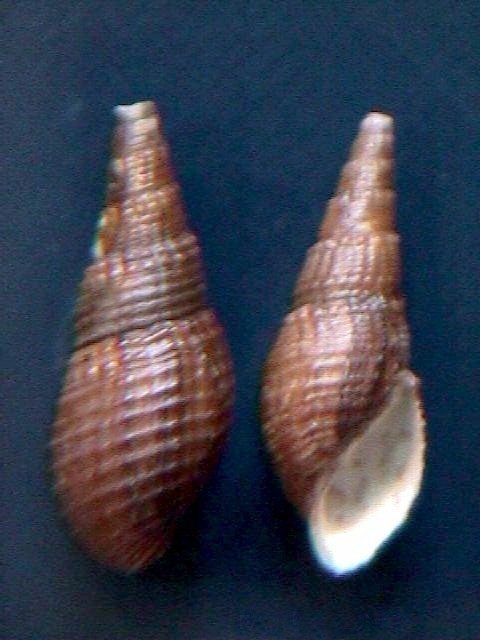
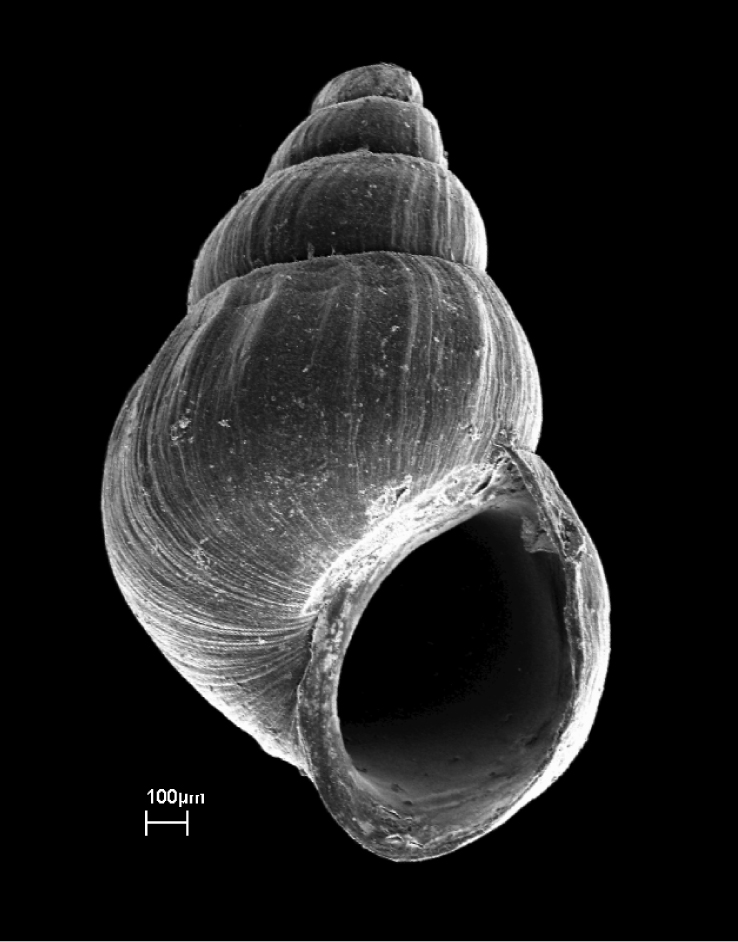